# Monkey's Audio
Monkey's Audio або APE  — популярний формат кодування цифрового звуку без втрат. Поширюється безкоштовно разом з відкритим вихідним кодом і набором програмного забезпечення для кодування і відтворення, а також плагінами до популярних плеєрів. Файли Monkey's Audio використовують такі розширення: .ape для зберігання аудіо і .apl для зберігання метаданих. Незважаючи на відкритий вихідний код, Monkey's Audio не є вільним, тому що його ліцензія накладає значні обмеження на використання.
Офіційно кодек Monkey's Audio випускається тільки для платформи Windows, хоча існує ряд неофіційних кодеків для GNU/Linux й Mac OS X, які в більшості випадків дозволяють лише стискати файли, перетворюючи їх в інший формат.
Підтримує «APL image link» файли (подібні до «Cue sheet»).

## Переваги
- Висока ефективність
- Хороша підтримка програмного забезпечення
- Версія Java (працює на багатьох платформах, multiplatform)
- Підтримує теги (ID3v1, APE tags)
- Підтримка високороздільне аудіо (High resolution)
- Підтримка RIFF чанків (Тільки в енкодері з графічним інтерфейсом GUI)
- Pipe support (тільки в спеціальній версії)

## Недоліки
- Немає підтримки мультиканалів
- Немає гібридного режиму з кодеками з втратою якості (типу mp3)
- Немає підтримки hardware (технічних засобів)
- Не завадостійке
- Немає підтримки ReplayGain